# Pensionsstyrelsen
Pensionsstyrelsen var en svensk statlig myndighet, som inrättades år 1914. Den slogs 1961 samman med Riksförsäkringsanstalten till Riksförsäkringsverket.

## Kungliga Pensionsstyrelsen
Kungliga Pensionsstyrelsen var ett ämbetsverk under Socialdepartementet, som handhade den centrala förvaltningen av folkpensioneringen samt var tillsynsmyndighet över erkända sjukkassor och andra understödsföreningar. Pensionsstyrelsen utgjordes (1942) av en generaldirektör och sex byråchefer. Vid Pensionsstyrelsens sida fanns särskilda pensionssakkunniga, med vilka Pensionsstyrelsen i frågor rörande det statsunderstödda sjukkasseväsendet, samrådde med Sjukkassenämnden. Pensionssakkunniga och ledamöter i Sjukkassenämnden förordnades av kungen för en tid av 3 år. Pensionsstyrelsens underställda organ utgjordes (1942) dels av omkring 2 600 pensionsnämnder, dels omkring 80 av Pensionsstyrelsens förordnade ombud.

## Generaldirektörer och chefer
- 1913–1930: Adolf af Jochnick
- 1930–1938: Karl Levinson
- 1938–1961: Konrad Persson

## Tillförordnade generaldirektörer och chefer
- 1933–1936: Hugo Elliot
- 1936–1937: Hugo Elliot
- 1937–1938: Konrad Persson